# 江添皓三郎
江添 皓三郎（えぞえ こうざぶろう、1989年〈昭和64年〉1月2日 - ）は、MIRAIプロダクションに所属する俳優。2010年10月にバーニング養成所に入所し、MIRAIプロダクションに所属。
趣味は舞台鑑賞・サッカー・ボルタリング。特技はダンス　歌唱。

## 出演

### ミュージカル
- ミュージカル「シンドバッドの大冒険」主演
- ミュージカル「オズの魔法使い」カカシ役
- ミュージカル「ピーターパンとウェンディ」
- ミュージカル「火垂るの墓」
- ミュージカル「チョコレート戦争」
- ミュージカル「尾崎豊物語」
- 生演奏ミュージカル「信長の野望～炎舞～」織田信忠役

### 舞台
- 舞台「龍馬からの手紙」
- 舞台「さくらば外伝　刹那、その遥か先へ」